# Contracción del volumen
La contracción del volumen es una disminución en el volumen de líquido corporal, incluidas las sustancias disueltas que mantienen el equilibrio osmótico (osmolitos). La pérdida del componente de agua del fluido corporal se denomina específicamente deshidratación.

## Por compartimento de fluidos corporales
La contracción del volumen es más o menos una pérdida de fluido extracelular (ECF) y/o fluido intracelular (ICF). 

### Contracción del volumen ECF
La contracción de volumen del líquido extracelular está directamente acoplada y es casi proporcional a la contracción de volumen del plasma sanguíneo, que se denomina hipovolemia. Por lo tanto, afecta principalmente el sistema circulatorio, causando potencialmente un shock hipovolémico. 
La contracción del volumen de ECF o la hipovolemia suele ser el tipo de contracción del volumen de interés principal en una emergencia, ya que la ECF es aproximadamente la mitad del volumen de ICF y es la primera en verse afectada, por ejemplo, en el sangrado. La contracción de volumen a veces incluso se usa como sinónimo de hipovolemia. 

### Contracción del volumen ICF
La contracción de volumen del líquido intracelular puede ocurrir después de una pérdida sustancial de líquido, ya que es mucho más grande que el volumen de ECF, o pérdida de potasio (K+), consulte la sección a continuación . 
La contracción del volumen de la ICF puede causar alteraciones en diversos órganos de todo el cuerpo. 

### Dependencia de solutos perdidos
La pérdida de Na+ se correlaciona aproximadamente con la pérdida de fluido de ECF, ya que Na+ tiene una concentración mucho mayor en ECF que en ICF. En contraste, K+ tiene una concentración mucho mayor en ICF que en ECF, y por lo tanto su pérdida se correlaciona con la pérdida de fluido de ICF, ya que la pérdida de K+ de ECF hace que el K+ en ICF se difunda fuera de las células, siendo arrastrando en el agua por ósmosis. 

### Estimación
Cuando el cuerpo pierde líquidos, la cantidad perdida de ICF y ECF, respectivamente, puede estimarse midiendo el volumen y la cantidad de sustancia de sodio (Na+) y potasio (K+) en el líquido perdido, así como estimando la composición corporal de la persona. 
1. Para calcular una estimación, la cantidad total de sustancia en el cuerpo antes de la pérdida se estima primero: 
{\displaystyle n_{b}=Osm_{b}\times TBW_{b}}
donde: 
- nb = Cantidad total de sustancia antes de la pérdida de fluido
- Osmb = osmolaridad corporal antes de la pérdida (casi igual a la osmolalidad plasmática de 275-299 mili-osmoles por kilogramo[4] )
- TBWb = Agua corporal total antes de la pérdida (aproximadamente el 60% del peso corporal, o el uso de agua tritiada o deuterio)

2. La cantidad total de sustancia en el cuerpo después de la pérdida se estima: 
{\displaystyle n_{a}=n_{b}-n_{perdidoNa^{+}}-n_{perdidoK^{+}}}
donde: 
- na = Cantidad total de sustancia después de la pérdida de líquido
- nb = Cantidad total de sustancia antes de la pérdida de fluido
- n perdido Na+ = Cantidad de sustancia de sodio perdido
- n perdido K+ = Cantidad de sustancia de potasio perdido

3. La nueva osmolaridad se convierte en: 
{\displaystyle Osm_{a}={\frac {n_{a}}{TBW_{b}-V_{perdido}}}}
donde: 
- Osma = osmolaridad del cuerpo después de la pérdida
- na = Cantidad total de sustancia después de la pérdida de líquido
- TBWb = agua corporal total antes de la pérdida
- V perdido = Volumen de fluido perdido

4. Esta osmolaridad se distribuye uniformemente en el cuerpo y se utiliza para estimar los nuevos volúmenes de ICF y ECF, respectivamente: 
{\displaystyle V_{ICFa}={\frac {n_{ICFa}}{Osm_{a}}}={\frac {V_{ICFb}\times Osm_{b}-n_{perdidoK^{+}}}{Osm_{a}}}}
donde: 
- V ICF a = volumen de fluido intracelular después de la pérdida de fluido
- n ICF a = Cantidad de sustancia en ICF después de la pérdida de fluido
- Osm a = osmolaridad del cuerpo después de la pérdida
- V ICF b = volumen de líquido intracelular antes de la pérdida de líquido (aproximadamente el 40% del peso corporal, o restar ECF de TBW)
- Osm b = osmolaridad corporal antes de la pérdida (casi igual a la osmolalidad plasmática de 275-299 mili-osmoles por kilogramo[4] )
- n perdido K+ = Cantidad de sustancia de potasio perdido

De manera homóloga: 
{\displaystyle V_{ECFa}={\frac {n_{ECFa}}{Osm_{a}}}={\frac {V_{ECFb}\times Osm_{b}-n_{perdidoNa^{+}}}{Osm_{a}}}}
donde: 
- V ECF a = volumen de fluido extracelular después de la pérdida de fluido
- n ECF a = Cantidad de sustancia en ECF después de la pérdida de fluido
- V ECF b = volumen de líquido extracelular antes de la pérdida de líquido (aproximadamente el 20% del peso corporal o mediante el uso de inulina)
- Osmb = osmolaridad corporal antes de la pérdida (casi igual a la osmolalidad plasmática de 275-299 mili-osmoles por kilogramo[4] )
- n perdido K + = Cantidad de sustancia de potasio perdido

5. El volumen de líquido perdido de cada compartimiento: 
{\displaystyle V_{perdidoICF}=V_{ICFb}-V_{ICFa}}
{\displaystyle V_{perdidoECF}=V_{ECFb}-V_{ECFa}}
- V I / ECF b = volumen intra /  extracelular fluido antes de la pérdida de fluido
- V I / ECF a = volumen intra /  extracelular de fluido después de la pérdida de fluido